# III. Luciusz pápa
III. Luciusz (latinul: Lucius), (Lucca, 1097 – Verona, 1185. november 25.) volt a történelem folyamán a 171. pápa Rómában. Négyéves pontifikátusa jelentős eredményeket nem hozott a római rend helyreállítását illetően, és az 1177-es velencei béke után sem alakult át azonnal a császár és a Laterán kapcsolata. Luciusz uralkodása valójában logikus folytatása volt III. Sándor pápa politikájának, amely gyakran egész Európát lehengerelte, csak éppen Rómával nem tudott mit kezdeni.

## Élete és pályája
Ubaldo Allucingoli néven látta meg a napvilágot 1097-ben, más források szerint viszont 1110 környékén Lucca városában. Akkoriban szülővárosa független köztársaság volt, így a vallás gyakran a vagyon mögé szorult. Ubaldo családja azonban igen nagy hangsúlyt fektetett a lelki életre, és így gyermeküknek is igyekeztek ennek megfelelő taníttatást biztosítani. Ubaldo gyermekkorának legnagyobb hatású egyházi személye Clairvaux-i Szent Bernát volt, akinek hatására cisztercita szerzetes lett. 

A kolostori életet elhagyva a pápai kúria szolgálatába állt. II. Ince pápa 1141. február 23-án a római Santa Prassede-templom bíborosává szentelte fel, majd pápai legátusként Franciaországba küldte. III. Jenő pápa idején Szicíliában szolgálta az egyházfőt. Kiváló diplomáciai érzékét elismerve IV. Adorján pápa 1159. január 1-jén Ostia és Velletri bíboros-püspökévé szentelte fel. Adorján halála után a pápai hivatal egyik legidősebb és legbefolyásosabb bíborosaként III. Sándor fő tanácsadójává vált. 1177-ben Ubaldo is Sándor kíséretének tagja volt, amikor a pápa Velencében megegyezett Barbarossa Frigyes, német-római császárral. A pápaság és a császárság második fegyveres összetűzésének lezárása azonban hagyott egy nyitott kérdést, amely sok fejfájást okozott Ubaldonak. Sándor és Frigyes nem tudtak megegyezni Toszkána hovatartozásában, ugyanis Matilda, Toszkána grófnője a császár hűbérese volt, de a pápapárti grófnő végrendeletében a Szentszékre hagyta birtokait. A velencei béke után Ubaldo még a városban maradt egy pápai követség élén, és a császári követséggel próbált egyezségre jutni, de hiába. Ez azonban még pápaként is súlyos gondokat jelentett Ubaldonak.

## Az egyház élén
Sándor pápa halála után a bíborosok kollégiuma már nyugodtabb körülmények között ülhetett össze. A III. lateráni zsinaton hozott egyházi törvények alapján ugyanis egy legitim pápa megválasztásához a bíborosok kétharmadának szavazatára volt szükség. Így nem fenyegette az egyházat az ellenpápa-választás veszélye. Mindazonáltal Rómában még mindig nem látták szívesen az egyházfőket, akik a szenátus hatalmát semmissé nyilvánítanák. Ezért 1181. szeptember 1-jén Velletriben, a pápa halálának másnapján a konklávé megválasztotta Ubaldot egyházfőnek, aki a szeptember 6-ai koronázási szertartáson felvette a III. Luciusz uralkodói nevet.

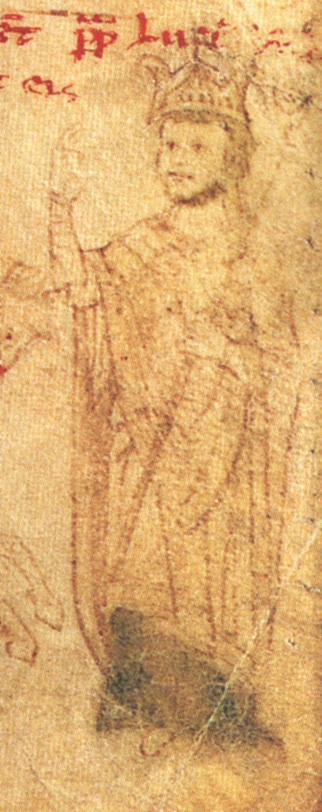
Luciusz az 1196-os Liber ad honorem Augusti krónikából

A 171. egyházfő novemberben Rómába vonult, azonban a helyi nemesség gyanakvással fogadta. Luciusz Sándortól azt kapta örökül, hogy nagyrészt fogalma sem volt az örök város politikai helyzetéről, de Európa minden más területével tisztában volt. A karácsonyi szentmisét már feszült hangulatban ülte végig a római nemesség, ugyanis Luciusz a következő évre ígérte a város rendjének helyreállítását. Luciusz ezt a nemesi intézmények kizárásával gondolta megoldani, és nem volt hajlandó elismerni azokat a kiváltságokat sem, amelyeket a korábbi korok egyházfői garantáltak a városnak. A nemesség újra fellázadt a pápa ellen, és a köztársaság kikiáltása után Luciusznak 1182 márciusában el kellett hagynia a várost.
Luciusz Velletribe menekült, ahol több keresztény udvar küldöttségét is fogadta, köztük I. Vilmos, Skócia királyának küldöttségét, aki könyörgött a pápának, hogy oldja fel a Sándor által kivetett egyházi büntetést országáról. Luciusz megbocsátott az uralkodónak, és tisztelete jeléül elküldte Vilmosnak az Arany Rózsát 1183 márciusában. Velletriből aztán Segni városába utazott, ahol Szent Brúnót, a város egykori püspökét kanonizálta. 

Utazásai során azonban soha nem ment ki a fejéből, hogy székhelyére visszatérjen, és ott rendet teremtsen. Ezért 1184 elején ismét visszatért Rómába, de a nemesség olyan ellenséges hangulatban fogadta, hogy pár hét múlva újra elhagyta az örök várost. Innen Dél-Itáliába menekült, majd Bologna városába, ahol felszentelte az új katedrálist. Itt úgy döntött, hogy Veronába helyezi át székhelyét, ahol pontifikátusának maradék éveit töltötte. Ebbe a városba hívta össze 1184 októberében zsinatát, amelyen az itáliai és német kléruson kívül Frigyes császár is jelen volt. A zsinaton több kánoni törvényt is hoztak az eretnekek ellen, főként a valdensek, a katharok és Bresciai Arnold követői ellen. Luciusz itt olvasta fel IV. Balduin, jeruzsálemi király segélykérő levelét, amelyre Frigyes megígérte, hogy újabb keresztes hadjáratot indít.
A zsinat ugyan békés hangulatban zajlott le, mégis Luciusz és Frigyes kapcsolata a pápa pontifikátusa során végig feszült maradt. Ezt a szembenállást több konfliktus is táplálta. Az egyik alapvető problémát Toszkána birtoklása jelentette. Luciusz nem akarta elfogadni Frigyes ajánlatát, miszerint amennyiben az egyház lemond Matilda birtokairól, a korona garantálná az Itáliában beszedett adó kéttizedének átadását. Egy tizedet kapna a pápa udvara, egyet pedig a helyi bíborosok. Azonban más ellentétek is feltűntek a két uralkodó viszonyában. Trier püspökének halála után ugyanis a választásra jogosult klérus nem tudott megegyezni. Az egyházszakadást Frigyes úgy akarta megszüntetni, hogy a kisebbség által megválasztott, és érdekeinek jobban megfelelő Volkmart Konstanzban gyorsan beiktatta a világi invesztitúra szabályai szerint. Luciusz azonban nem akarta elfogadni a császár döntését, és a többség által megválasztott püspököt ismerte el. 

Luciusz azonban az ellenpápák idején megválasztott főpapok esetében sem volt elnéző. Mindannyiukat megfosztotta méltóságuktól, és a helyi egyházmegye döntésére bízta a szék betöltését. A császár minden szóba jöhető eszközzel megpróbálta lebeszélni Luciuszt erről, hiszen legfeltétlenebb hívei foglalhatták el ekkor az egyházi posztokat. A pápa azonban nem engedett, sőt Frigyes azon kérelmét is elutasította, amelyben a császár arra kérte Luciuszt, hogy koronázza császárrá gyermekét, Henriket. Frigyes ennek megfelelően viselkedett a pápai udvarral szemben. Továbbra sem volt hajlandó letenni Matilda birtokairól, és nem volt hajlandó segíteni a pápának Rómában.
Luciusz szigorúan követte elődjei politikáját, azonban figyelmen kívül hagyta, hogy Frigyes már nem viselt háborút ellene, és egy erős békével igen jó helyzetben volt az egyház. A békülékenység jeleit sem mutatta uralkodása során, amely a problémákat csak sokasította, de nem oldotta meg. Mindazonáltal pontifikátusa alkalmas volt arra, hogy a császársággal éreztesse az egyház felsőrendűségét. Luciusz 1185. november 25-én halt meg.
Az ő nevéhez kapcsolódik többek között a nagy múltú szentgotthárdi ciszterci apátság megalapításának jóváhagyása.

## Művei
- Documenta Catholica Omnia (latin nyelven). (Hozzáférés: 2011. december 6.)

| Előző pápa: III. Sándor | Római pápa 1181 – 1185 | Következő pápa: III. Orbán |